# Тяньвэнь-2
«Тяньвэнь-2» (кит. трад. 天問二號, упр. 天问二号, пиньинь Tiānwèn èrhào, палл. Тяньвэ́нь эрха́о ), ранее Чжэнхэ, (кит. 鄭和號探測器) — планируемый космический аппарат Китая для исследования околоземного астероида (469219) Камоалева с возвратом образцов его грунта и исследования объекта (7968) Эльст — Писарро, с выходом на орбиты обоих этих тел. Запущен 28 мая 2025 года.
Первоначальное название аппарату было дано в честь знаменитого средневекового китайского флотоводца Чжэн Хэ, организовавшего в эпоху династии Мин крупномасштабное исследование ойкумены.

## Описание
Зонд оснащён солнечными батареями и ЭРД

### Миссия
«Тяньвэнь-2» выйдет на орбиту астероида (469219) Камоалева и проведёт его исследование, после чего будет осуществлён контакт с забором образца астероида массой до 1 кг. От аппарата отделятся малые орбитальный и спускаемый аппараты нано-форм-фактора, которые проведут дистанционное исследование, а наличие или отсутствие подповерхностных льдов будет проверено с помощью взрывов. Затем Чжэнхэ вернётся к Земле, чтобы сбросить капсулу с образцами и использовать гравитационный манёвр для перенаправления к Марсу, около которого второй гравитационный манёвр перенаправит его к (7968) Эльст — Писарро. На пути к этому объекту аппарат попытается, также, провести пролётное исследование неназванного астероида. Далее он выйдет на орбиту (7968) Эльст — Писарро и в течение по крайней мере одного года будет его изучать.

## История проекта
В 2018 году исследователи из Китайской академии наук предоставили «дорожную карту» исследования Китаем дальнего космоса на 2020—2030 годы, включившую миссию по исследованию астероида с запуском, запланированным на 2022 или 2024 год, которая была представлена Китайской академией космических технологий весной 2019 года, после этапа проектирования, после чего CNSA начали поиск международных предложений по научным инструментам для Чжэнхэ.

### Программа «Тяньвэнь»
В 2022 году аппарат был переведён на этап детального проектирования и изготовления лётного образца и переименован в «Тяньвэнь-2», войдя в программу исследования Солнечной системы «Тяньвэнь».
Первый аппарат этой программы, «Тяньвэнь-1», был доставлен на Марс 15 мая 2021 года с марсоходом «Чжужун», а третьим, «Тяньвэнь-3», планируется впервые доставить образцы грунта с Марса в ходе миссии 2028—2033 годов.
Далее аппарат «Тяньвэнь-4» должен будет в 2030-е годы исследовать систему Юпитера с фокусом на изучение Каллисто.

## Полезная нагрузка
«Тяньвэнь-2» оснащён несколькими видами инструментов, включая узкоугольные и широкоугольные мультиспектральные и цветовые камеры, спектрометры различных типов, магнетометр и анализатор заряженных/нейтральных частиц и пылинок. Китай приветствует международное сотрудничество в создании этой полезной нагрузки.
Великобритания предлагала оснастить зонд ударным устройством с масс-спектрометром, чтобы исследовать подповерхностный лёд (7968) Эльст — Писарро.